# 야수정
야수정(倻叟亭)은 대구광역시 수성구 상동에 있는 건축물이다. 1984년 7월 25일 대구광역시의 문화재자료 제14호로 지정되었다.

## 개요
1900년경 진씨 가문의 제사를 지내려고 지은 집(재실)으로 한·일 절충식 건물이다.
지을 당시에는 앞면 5칸·옆면 1칸 반의 규모였으나, 나중에 뒤쪽 부분 전체를 반칸씩 늘려 겹집처럼 되어 있다. 마루는 장마루를 깔고 마루 밑에 붉은 벽돌을 쌓았으며 유리창문을 사용했다. 천장도 일본식에 가까운 우물반자로 꾸며 놓았다.
20세기 초 건축 양식의 새로운 경향을 보이는 건물로, 전통 양식이 일본 건축의 영향을 받아 변화하여 가는 모습을 잘 보여주고 있다.

## 참고 문헌
- 야수정 - 국가유산청 국가유산포털